# Capra caucasica
Chèvre du Caucase occidental
Espèce
Statut de conservation UICN

 EN A2ad : En danger
Le Tur du Caucase occidental ou chèvre du Caucase occidental (Capra caucasica), ou simplement chèvre du Caucase est une espèce de mammifère herbivore de la famille des bovidés, sous-famille des caprins, que l'on rencontre dans le Caucase de l'Ouest à une altitude de 800 à 4 000 m. Elle vit notamment dans la réserve naturelle du Caucase.

## Description

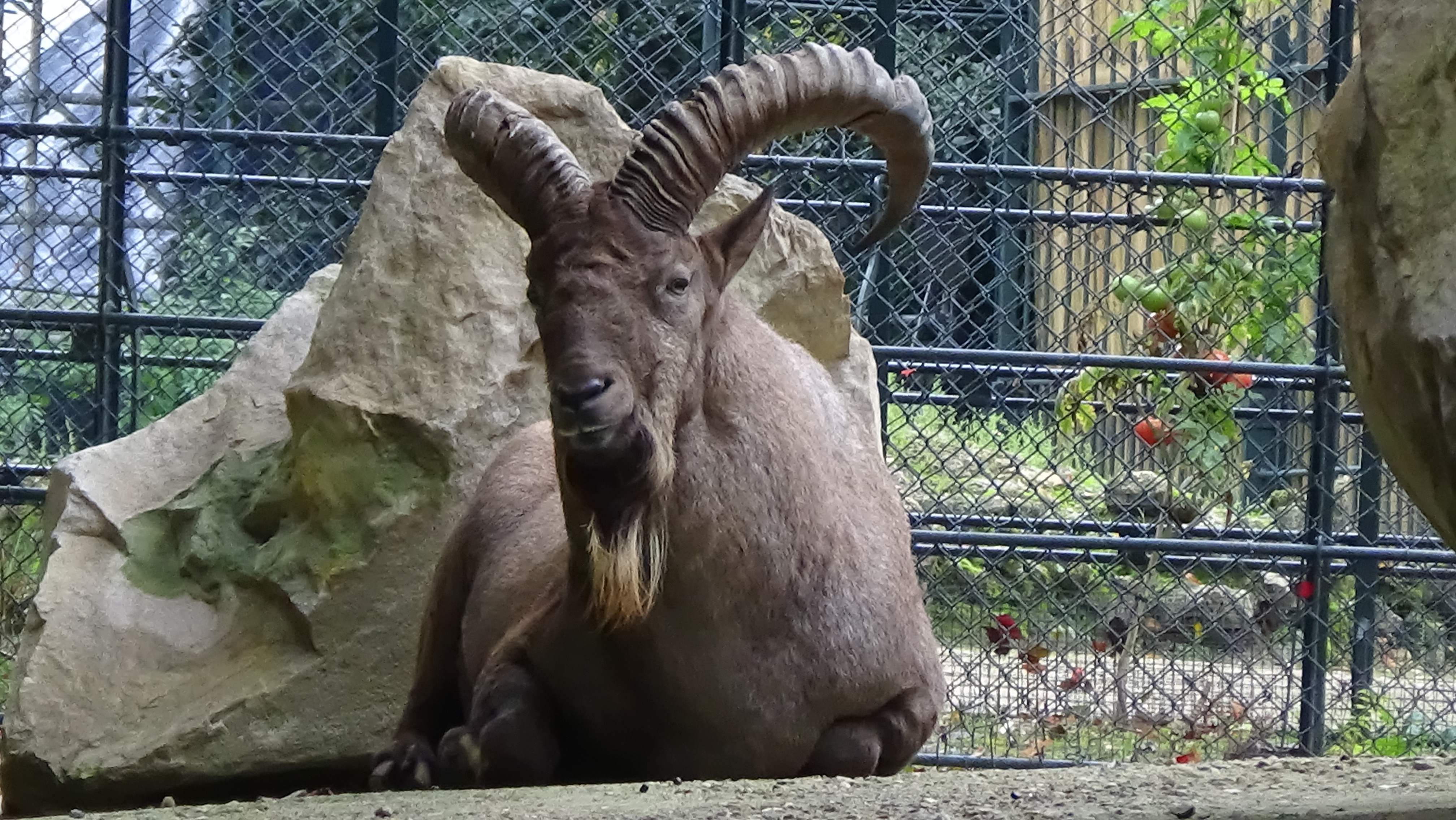
Capra caucasica caucasica mâle à la Ménagerie du jardin des plantes de Paris (France)

D'une hauteur d'un mètre au garrot et pesant jusqu'à 65 kg, la chèvre du Caucase occidental présente un corps haut et étroit sur des jambes relativement courtes. Sa couleur est rousse avec le ventre jaune.

### Cornage
En comparaison avec d'autres bouquetins, les cornes du Tur sont plus courtes mais plus épaisses. Chez les mâles, elles peuvent atteindre 75 cm pour un poids de 1,8 kg chacune. Tandis que celles des femelles ne dépassent pas les 30 centimètres.

## Comportement

### Alimentation
La chèvre du Caucase mange principalement de l'herbe, feuilles, écorces et lichens. C'est un animal nocturne qui ne mange à découvert que la nuit et qui reste à l'abri en journée. Les femelles vivent en troupeaux d'une dizaine d'individus tandis que les mâles sont solitaires.

### Prédateurs
Elle est parfois la proie des loups ou des lynx, également des braconniers.

### Reproduction
La femelle Tur du Caucase occidentale donne naissance à un seul petit, après une gestation d'environ cinq mois.

## Répartition géographique
De tous les caprins c'est le Tur qui a la plus petite aire de répartition : du Caucase occidental à la mer Noire.

## Classification
Liste des sous-espèces actuelles selon ITIS (4 juillet 2015) et Mammal Species of the World (version 3, 2005)  (4 juillet 2015):
- Capra caucasica caucasica Güldenstaedt and Pallas, 1779 - Chèvre du Caucase occidental
- Capra caucasica cylindricornis Blyth, 1841 - Chèvre du Caucase oriental
- Capra caucasica severtzovi Menzbier, 1888

## Espèce en DangerIUCN

### Déclin
Le braconnage est la principale raison du déclin de l'espèce, en cause la concurrence avec les chèvres et moutons domestiques, mais aussi la dégradation de son milieu naturel. Les loups et les lynx ou encore les avalanches se rajoutent parfois aux causes premières du déclin. En 25 ans les effectifs sont passés de 12 000 à 5 000 têtes.

### Plan de conservation
Capra caucasica fait partie du Programme européen pour les espèces menacées ESB. La Ménagerie du jardin des plantes de Paris en fait notamment partie et héberge un petit groupe de spécimens où des jeunes sont observables.

## Galerie

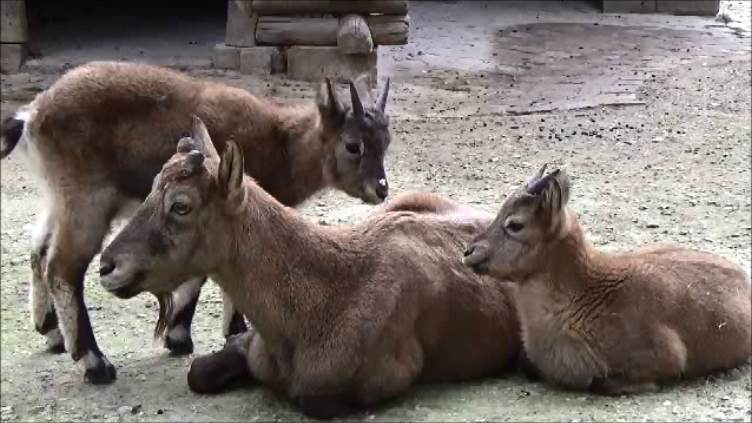
Ménagerie du jardin des plantes de Paris (France)
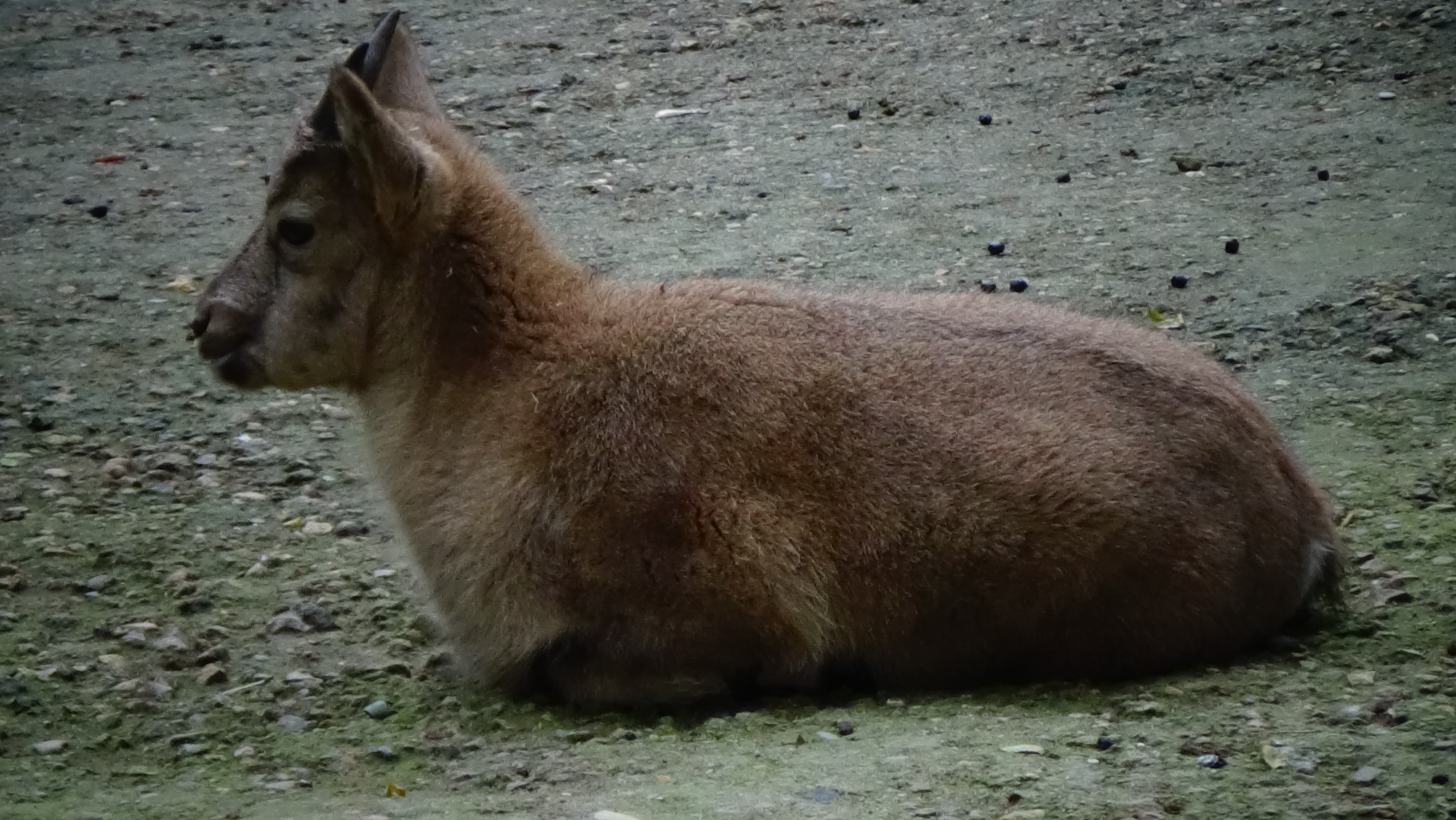
Ménagerie du jardin des plantes de Paris (France)
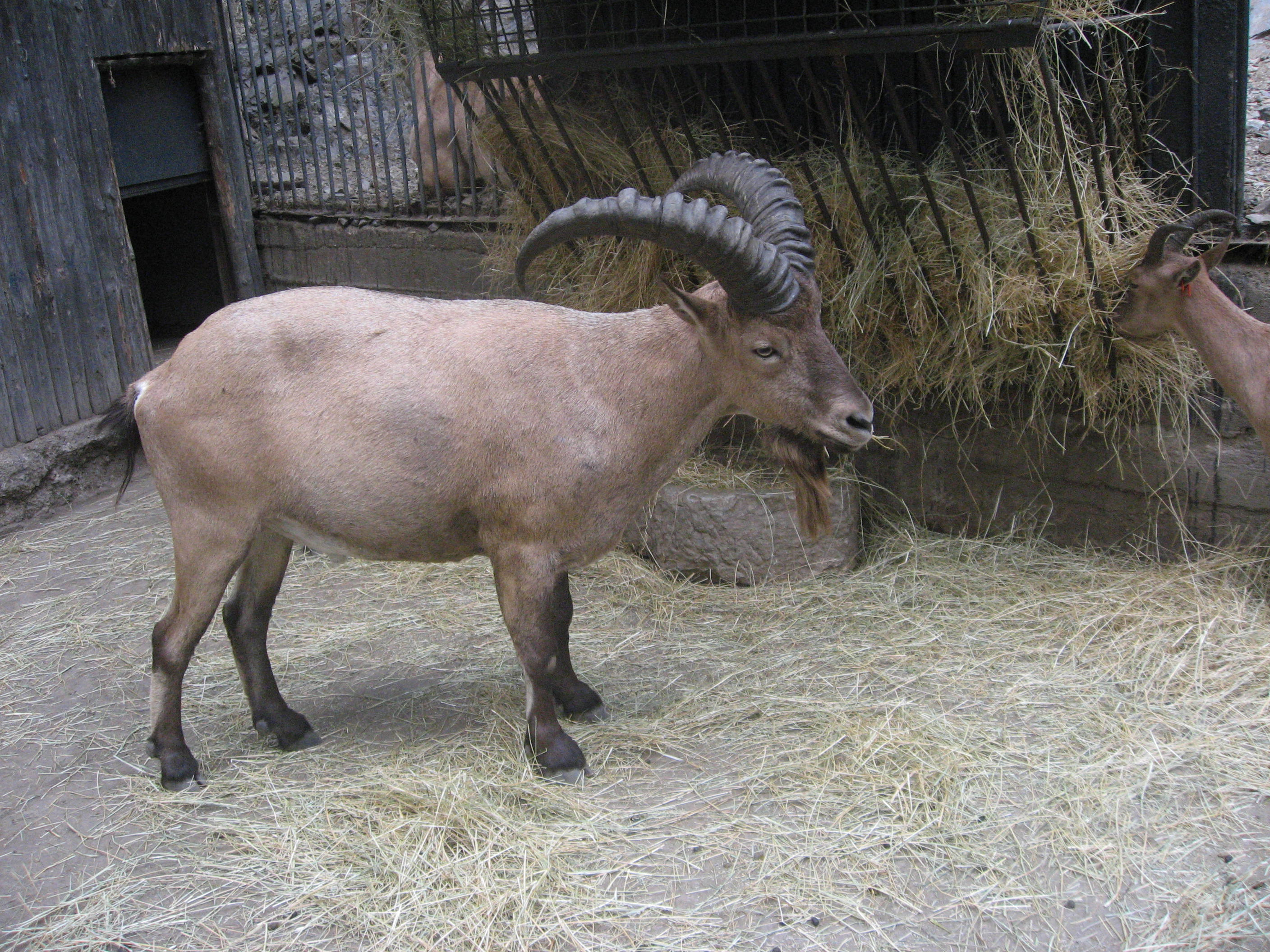
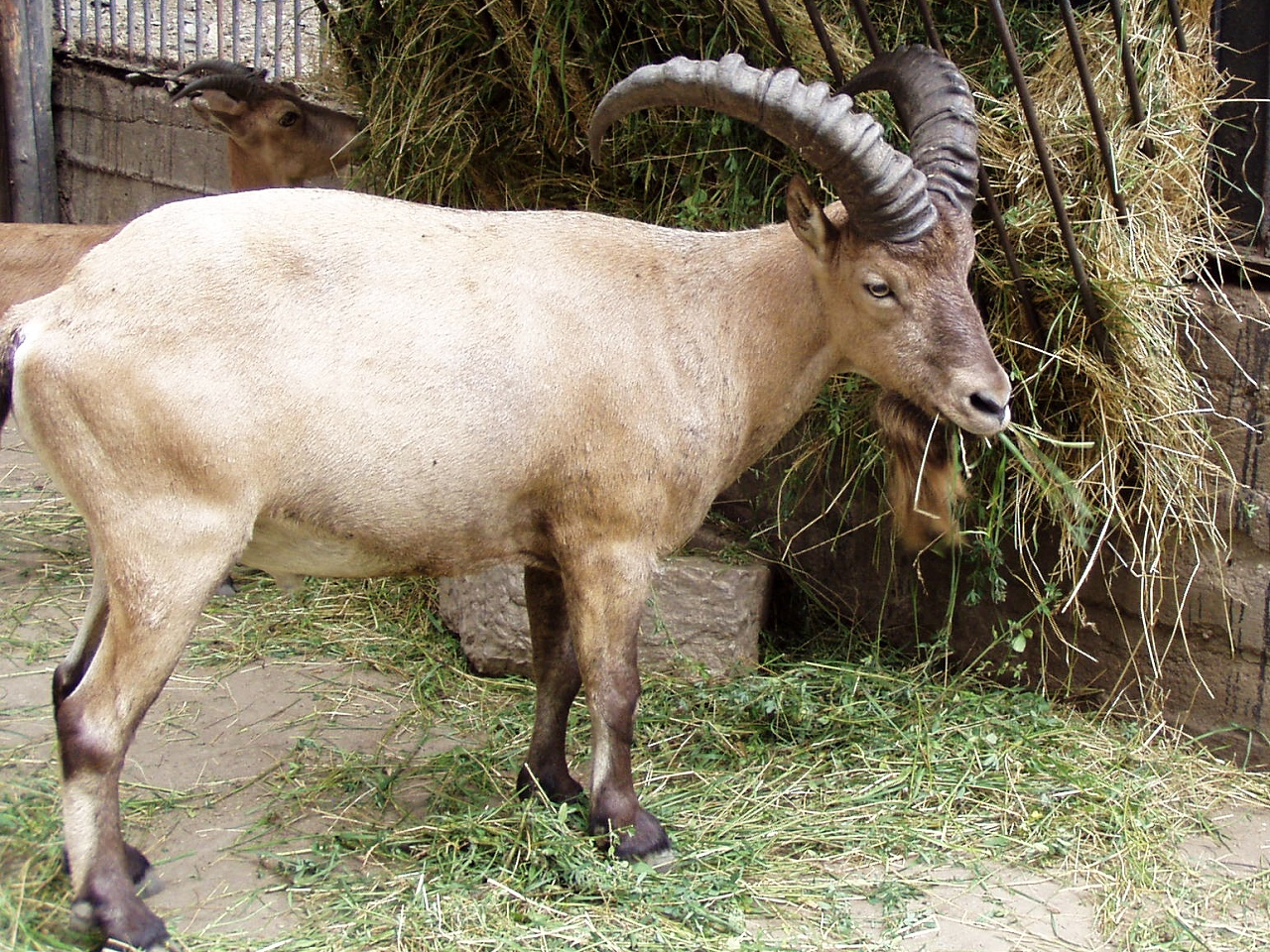
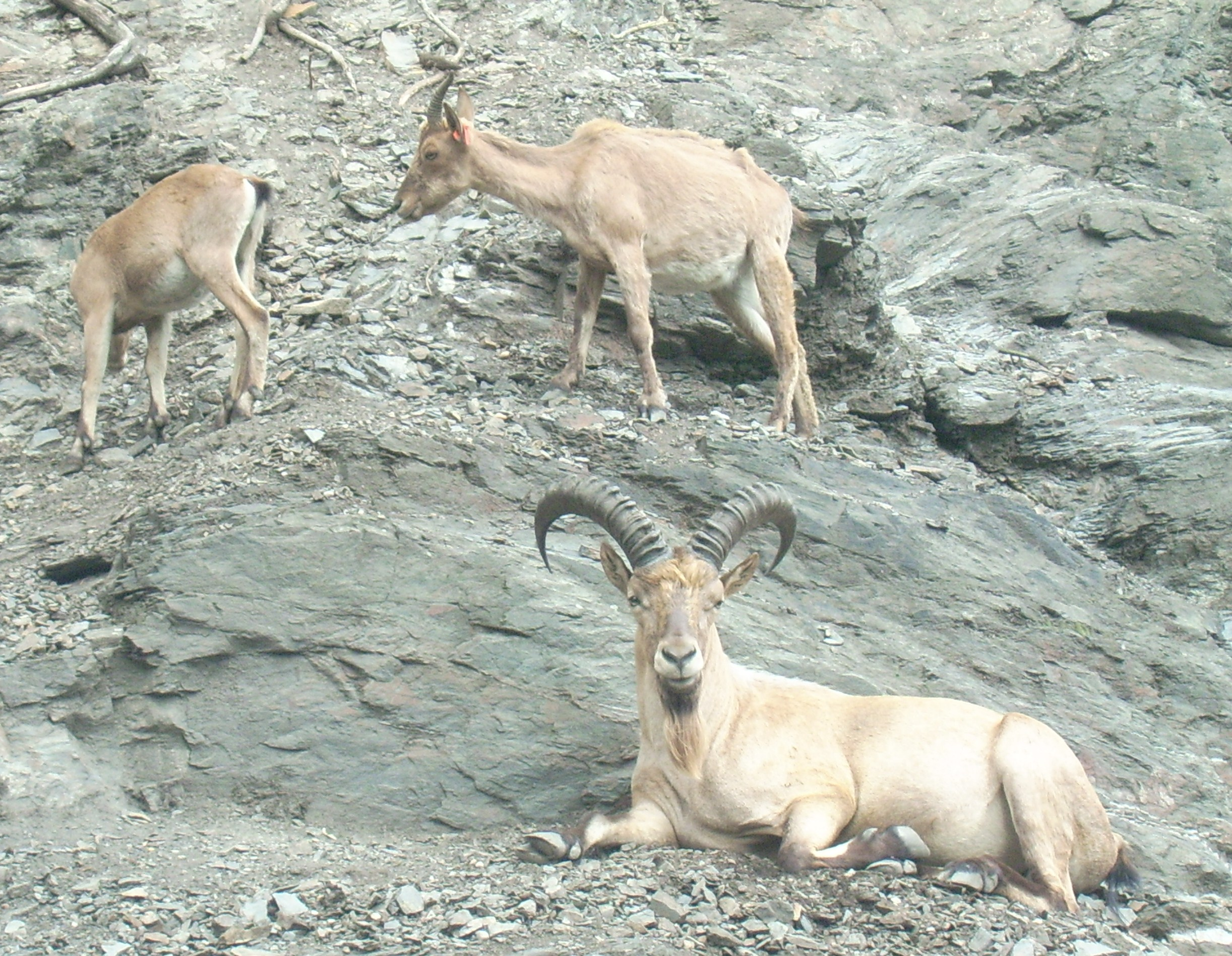
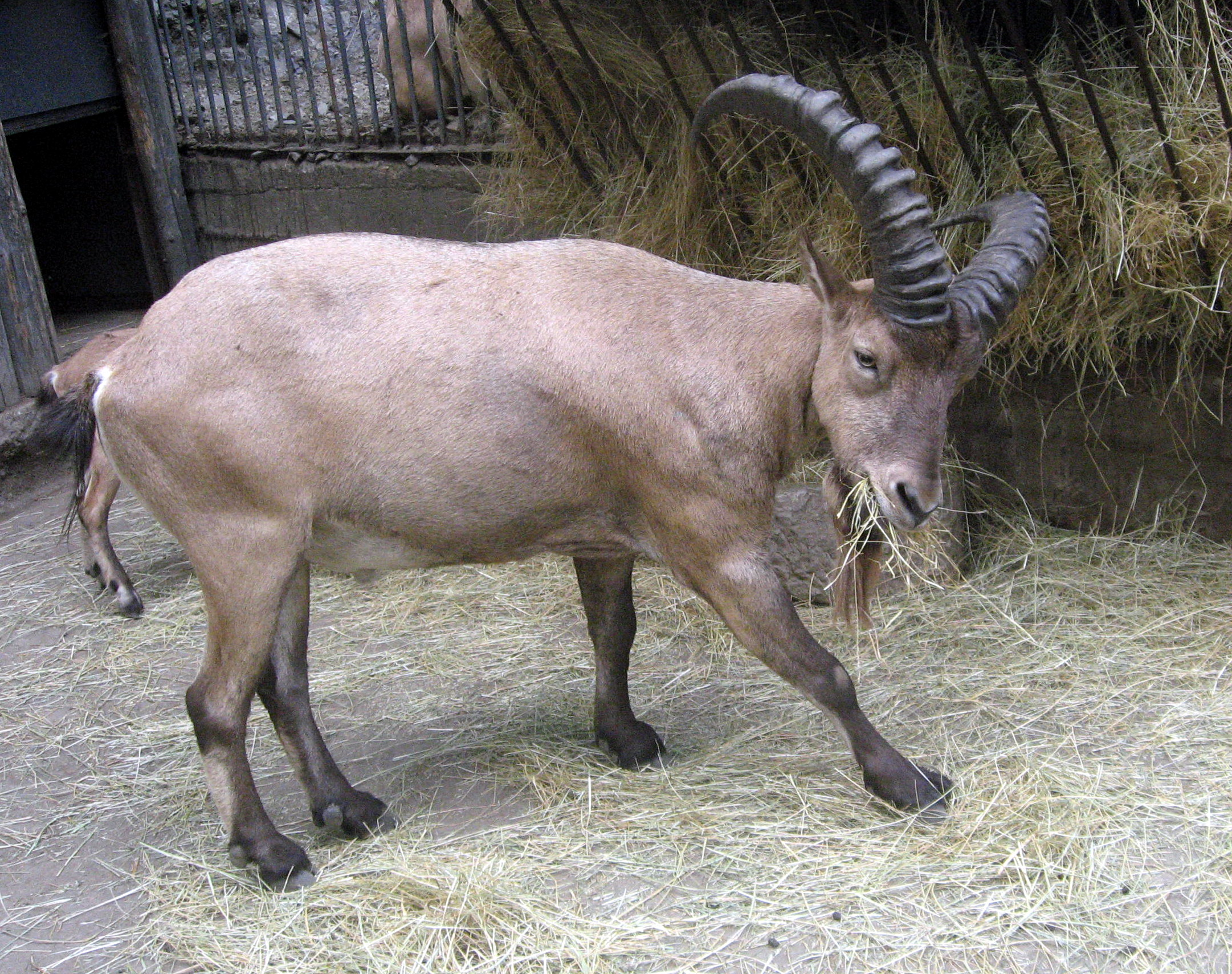
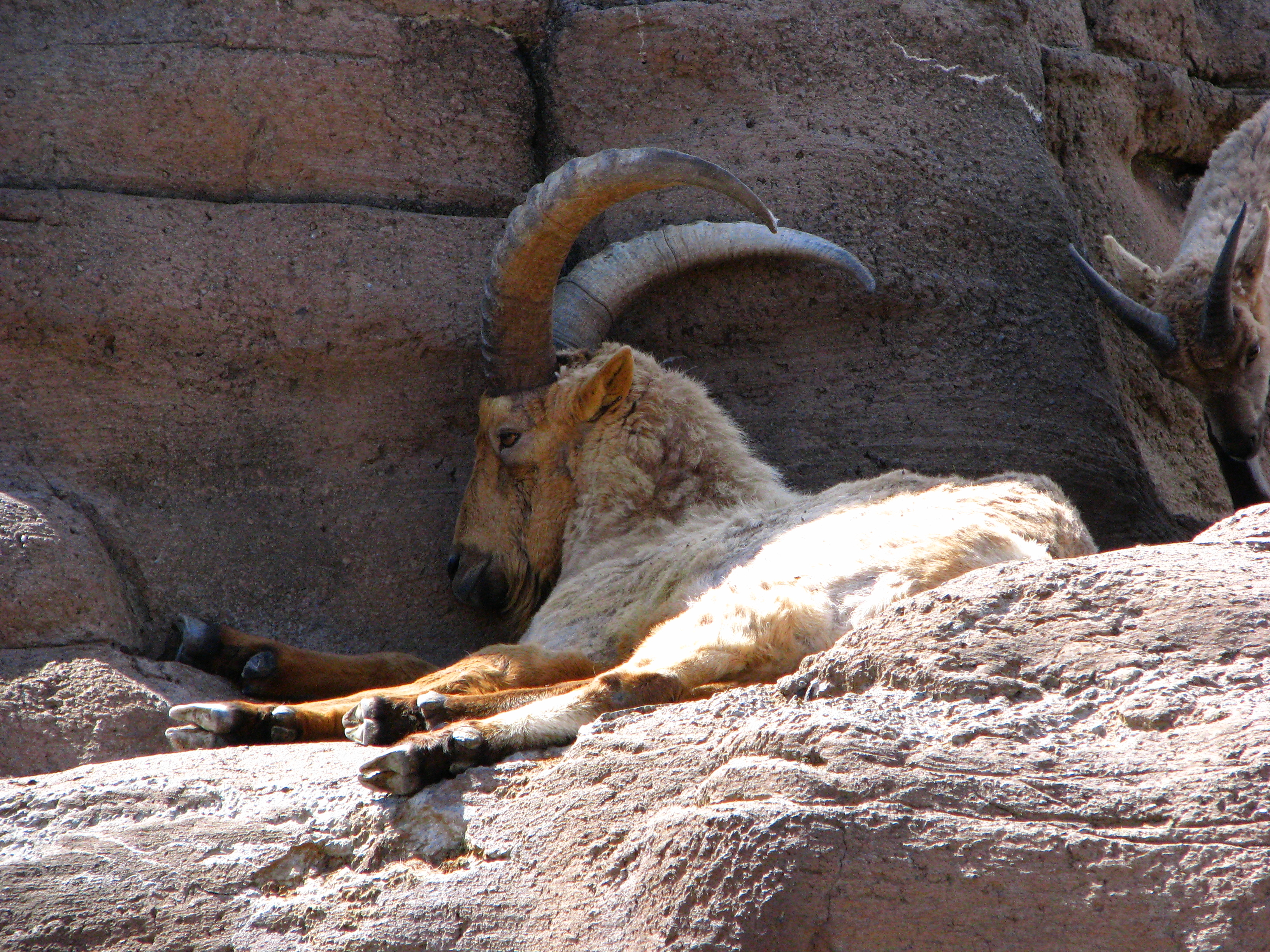
Zoo de Toronto, Canada
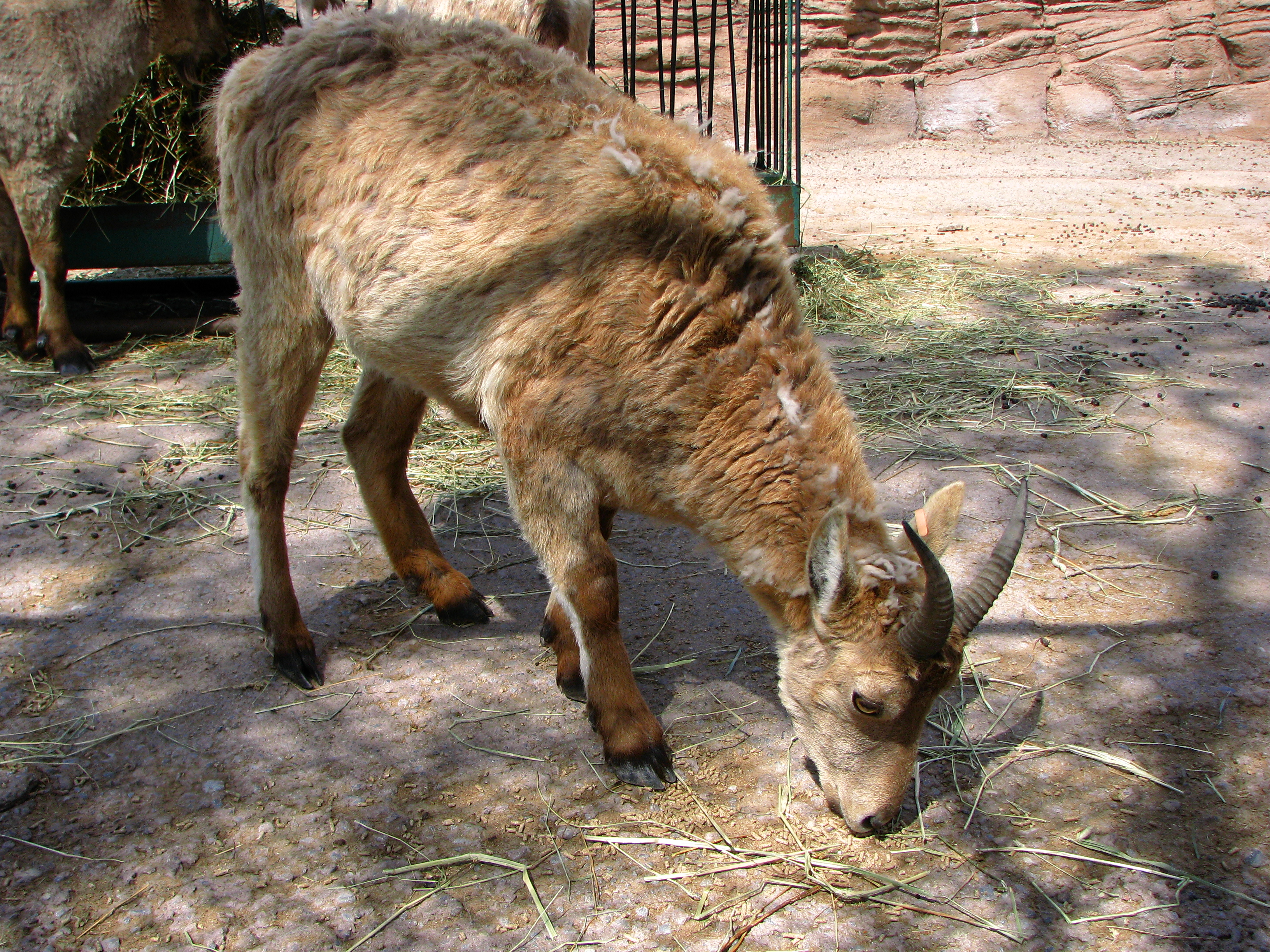
Zoo de Toronto, Canada
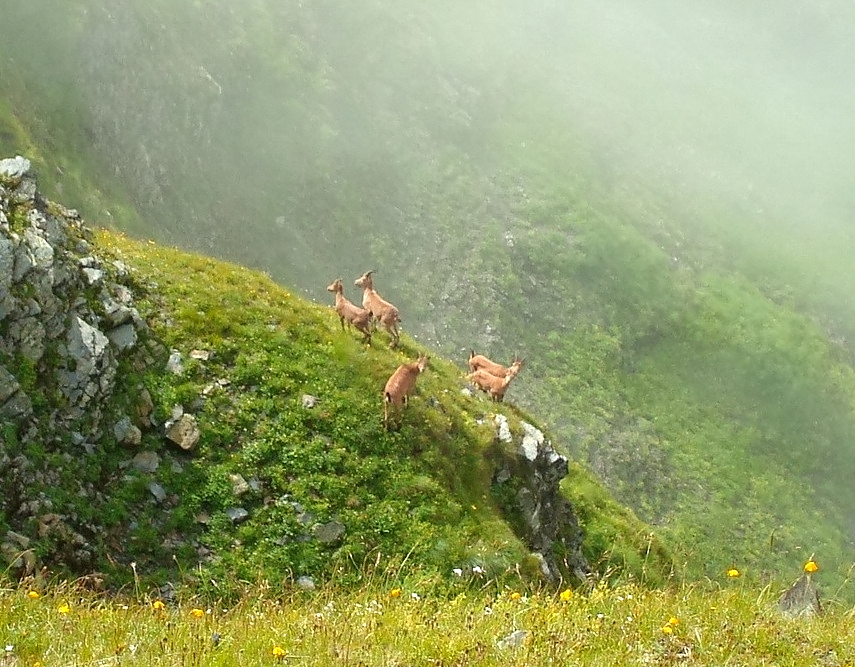
en milieu naturel
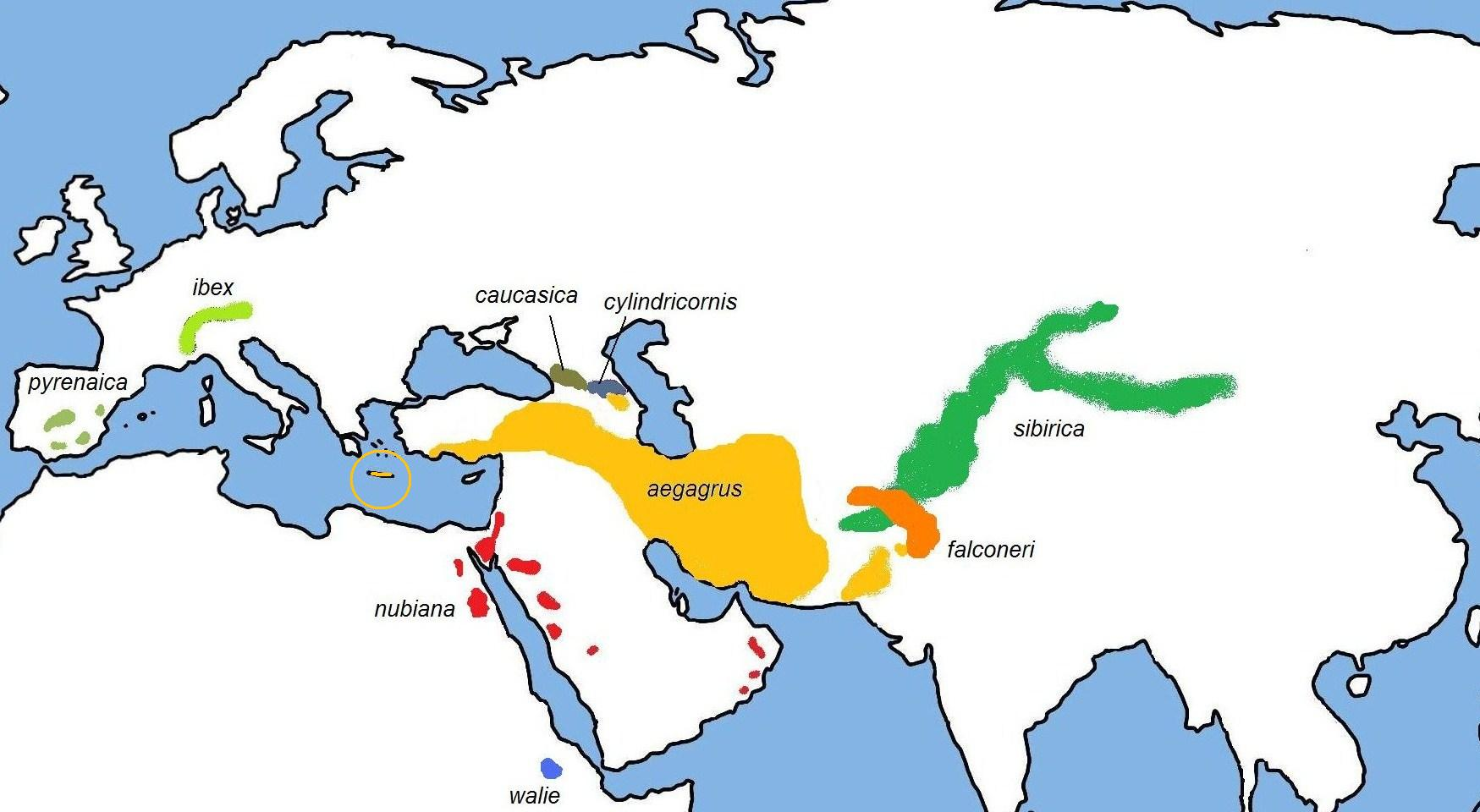
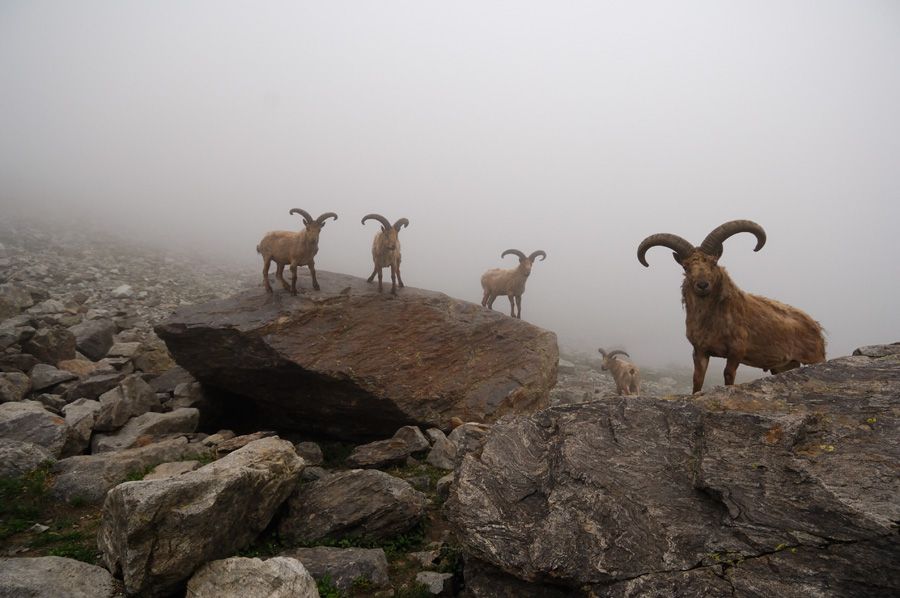
en réserve naturel
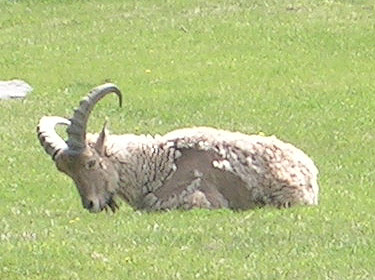
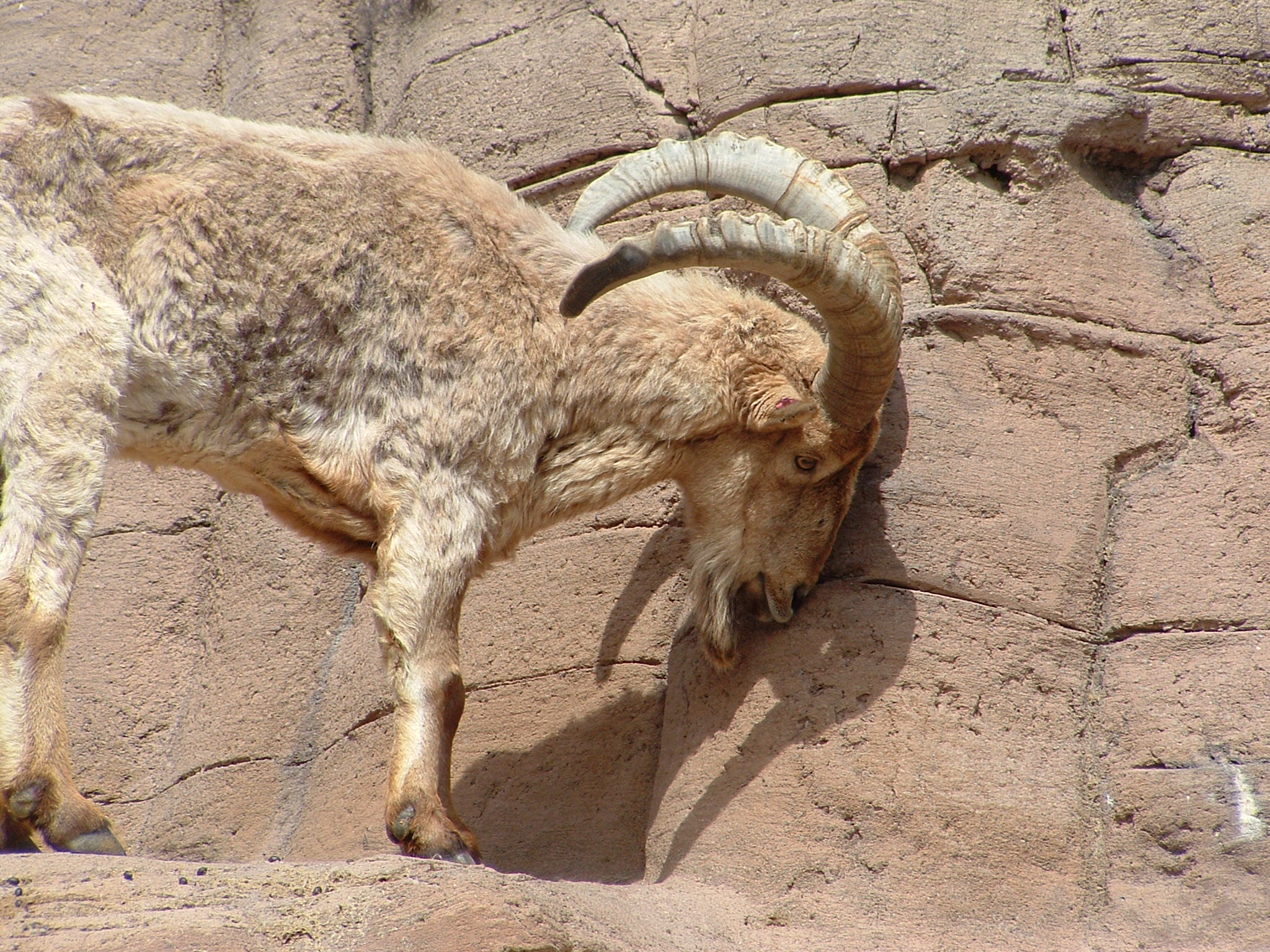
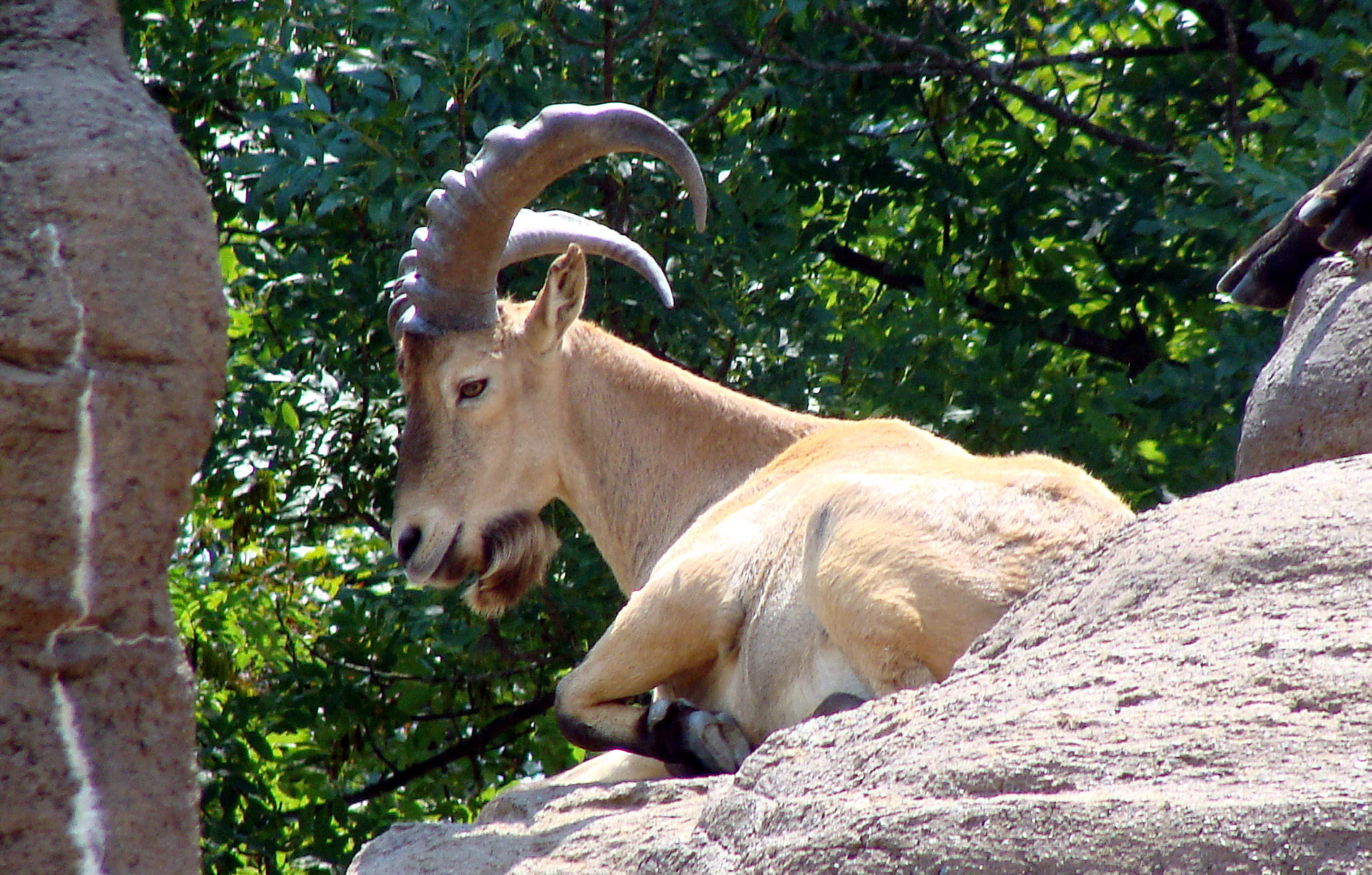
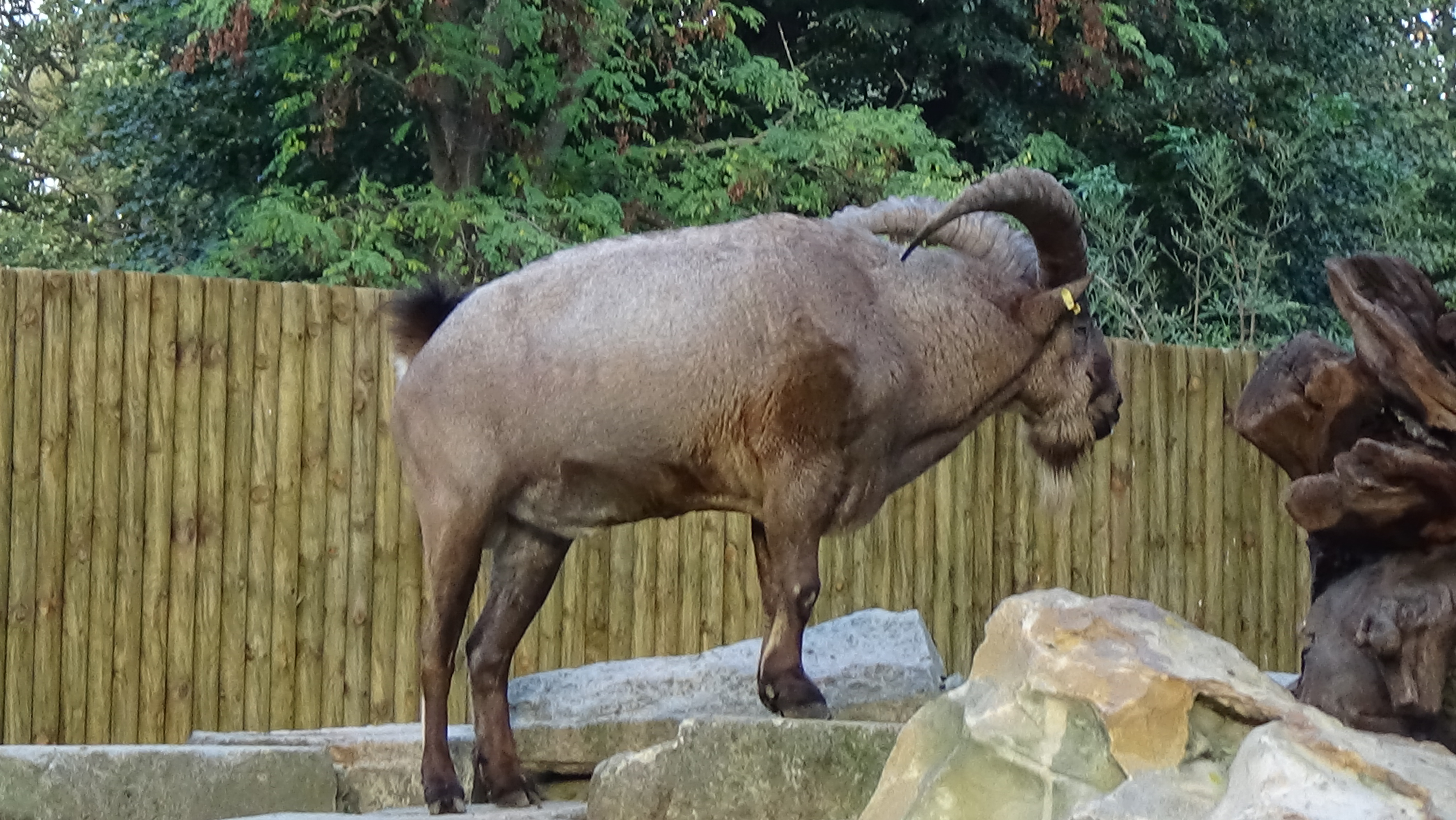
Ménagerie du jardin des plantes de Paris (France)
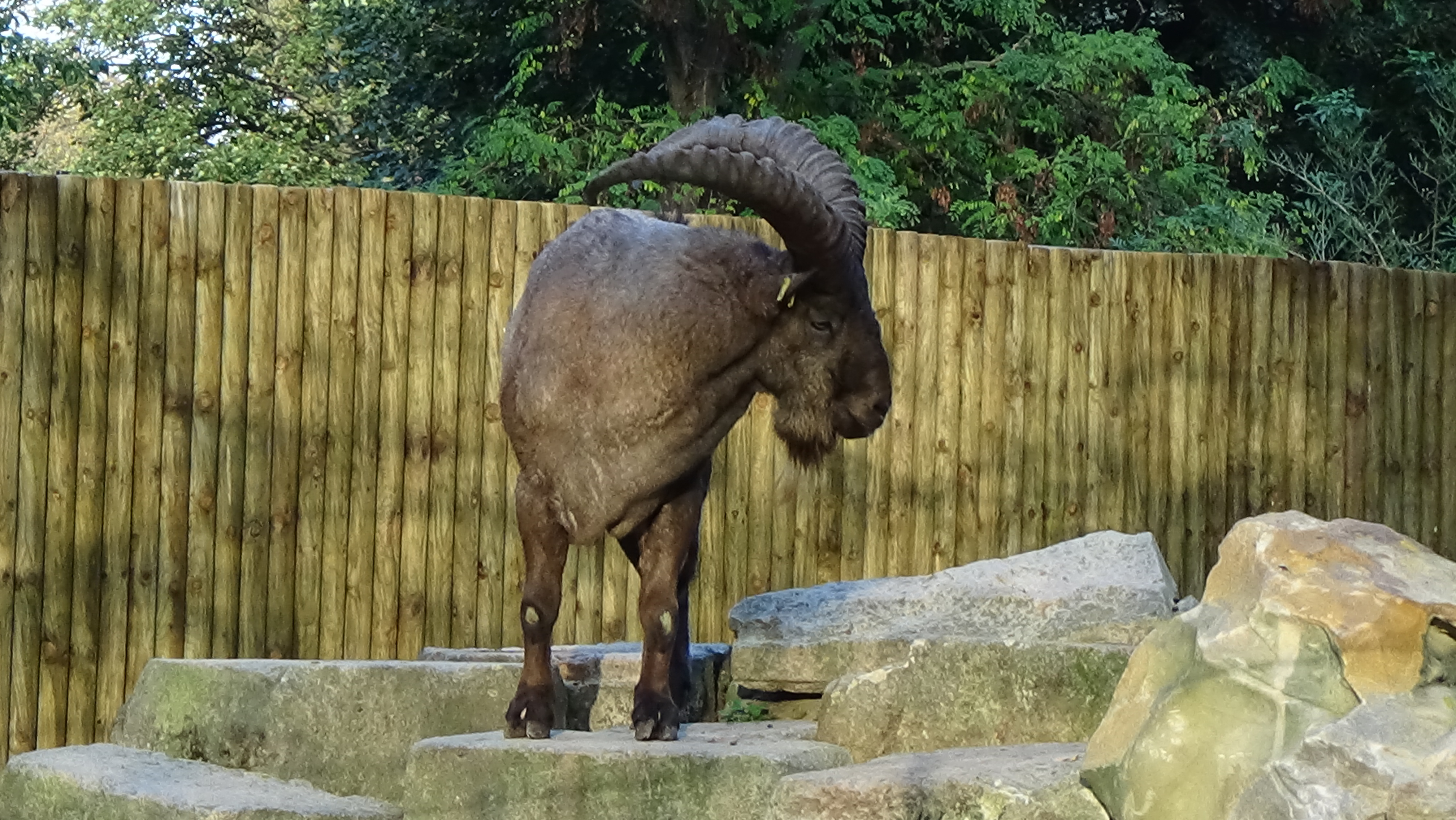
Ménagerie du jardin des plantes de Paris (France)